# Wydział Nawigacyjny Politechniki Morskiej w Szczecinie
Wydział Nawigacyjny Politechniki Morskiej w Szczecinie – jeden z pięciu wydziałów Politechniki Morskiej w Szczecinie. Jego siedziba znajduje się przy Wałach Chrobrego 1-2 w Szczecinie.

## Struktura wydziału
- Instytut Nawigacji Morskiej
  - Zakład Nawigacji Morskiej
  - Zakład Budowy i Eksploatacji Statków
  - Zakład Meteorologii i Oceanografii
  - Zakład Ratownictwa i Ochrony Żeglugi
- Instytut Inżynierii Ruchu Morskiego
  - Zakład Inżynierii Ruchu Morskiego
  - Zakład Bezpieczeństwa Nawigacyjnego
  - Zakład Urządzeń Nawigacyjnych
  - Zakład Rybołówstwa Morskiego
  - Centrum Inżynierii Ruchu Morskiego (CIRM)
  - Centrum Technologii Przewozów LNG
- Instytut Technologii Morskich
  - Zakład Informatycznych Technologii Morskich
  - Zakład Komunikacyjnych Technologii Morskich
  - Zakład Matematyki
- Katedra Geoinformatyki

## Kierunki studiów
- Nawigacja
- Geodezja i Kartografia
- Geoinformatyka
- Żegluga śródlądowa
- Oceanotechnika - budowa jachtów i okrętów

## Władze
Dziekan: dr hab. inż. st. of. Paweł Zalewski, prof. nadzw. PM

Prodziekan ds. Nauki: dr hab. inż. Dorota Łozowicka prof. PM

Prodziekan ds. Kształcenia: mgr inż. kpt. ż.w. Remigiusz Dzikowski